# Durchbiegung

Unten: eine Biegelinie (blau), deren Abstand von der Geraden (schwarz) an einer Stelle x_{1} die örtliche Durchbiegung w_{1} ist

Als Durchbiegung länglicher Gegenstände wie Balken oder Stäben wird der Versatz zwischen belasteter und unbelasteter Lage bezeichnet, der bei Biegebelastung quer zur Längsachse entsteht.
Die Durchbiegung lässt sich  bei linear-elastischer Verformung mit Hilfe der Balkentheorie berechnen. Als  Durchbiegung wird i. d. R. der Versatz {\displaystyle w_{1}} bezeichnet, der in der dabei ermittelten Biegelinie {\displaystyle w(x)} an einer Stelle {\displaystyle x_{1}} dargestellt wird.

## Durchbiegung von Balken
Die erste Biegetheorie stammt von Galilei (1564–1642). Weiter ausgebaut wurde sie v. a. durch das Hookesche Gesetz (1678) sowie im 17. und 18. Jahrhundert durch Forschungen von Jakob I Bernoulli, Leonhard Euler und Claude Navier.
Unter der Annahme, dass y und z die Hauptträgheitsachsen sind (y horizontal nach hinten und z vertikal) und dass sich die Krümmung {\displaystyle \kappa _{y}(x)} in y-Richtung, d. h. die Ableitung des Steigungswinkels w'   in der vertikalen xz-Bildebene, an der Stelle x wie folgt berechnen lässt: 
{\displaystyle \kappa _{y}(x)=-{\frac {\frac {\mathrm {d} ^{2}w(x)}{\mathrm {d} x^{2}}}{\left(1+\left({\frac {\mathrm {d} w(x)}{\mathrm {d} x}}\right)^{2}\right)^{1{,}5}}}\approx -{\frac {\mathrm {d} ^{2}w(x)}{\mathrm {d} x^{2}}}=-{w}''(x)},
gilt:
{\displaystyle {\begin{aligned}w''(x)&={w^{b}}''(x)+{w^{e}}''(x)+{w^{s}}''(x)\\&=-\kappa _{y}^{b}(x)-\kappa _{y}^{e}(x)+{\frac {\mathrm {d} \gamma (x)}{\mathrm {d} x}}\end{aligned}}} 
mit
- Krümmung {\displaystyle \kappa _{y}^{b}(x)={\frac {M_{y}(x)}{EI_{yy}(x)}}} aufgrund von Biegung (unter Annahme der Balkentheorie)
  - Biegemoment My quer zur Stabrichtung, an der Stelle x
  - Biegesteifigkeit {\displaystyle EI_{yy}(x)=E\cdot I_{yy}(x)}
    - Elastizitätsmodul E (ein Materialkennwert) (im inelastischen (z. B. Beton) oder nichtlinearen Bereich (z. B. Elastomerlager) ist dieser mit einem geeigneten Sekantenmodul zu ersetzen)
    - Flächenträgheitsmoment I des Balkenquerschnitts (eine rein geometrische Eigenschaft)
- eingeprägter Krümmung {\displaystyle \kappa _{y}^{e}(x)} (z. B. zufolge Temperaturdifferenz)
- Schubdeformation {\displaystyle \gamma (x)={\frac {V(x)}{GA(x)}}} zufolge Querkraft {\displaystyle V}
  - Schubsteifigkeit {\displaystyle GA(x)}
    - Schubmodul {\displaystyle G}
    - Balken-Querschnittsfläche {\displaystyle A} in der yz-Ebene.

Für die Biegelinie eines hinreichend elastischen, schlanken Bauteiles mit konstantem Querschnitt lautet eine oft verwendete Näherungsformel der Krümmung für betragsmäßig kleine Steigungswinkel w'≈0 unter ausschließlicher Momentenbelastung ({\displaystyle V=0\Rightarrow \gamma =0}):
{\displaystyle \kappa _{y}(x)=-w''(x)\approx {\frac {M_{y}(x)}{E\cdot I_{y}}}}
Die eigentlich gesuchte Durchbiegung w erhält man durch zweimalige Integration der Krümmung unter Berücksichtigung der Rand- und Übergangsbedingungen (u. a.: keine Durchbiegung an den Lagerstellen, d. h. {\displaystyle w(x=0)=w(x=L)=0}):
{\displaystyle {\begin{aligned}\Rightarrow w(x)&=-\int \int \kappa _{y}(x)\,\mathrm {dx} \\&\approx -\int \int {\frac {M_{y}(x)}{E\cdot I_{y}}}\,\mathrm {dx} \end{aligned}}}

### Beispiele

Balken unter Mittellast

#### 1.Beispiel
Wirkt die Kraft F mittig (d. h. bei der halben Stablänge {\displaystyle {\frac {l}{2}}}) auf einen Träger mit konstanten Querschnittseigenschaften auf zwei Stützen, so ist das Biegemoment und damit auch die Stabkrümmung in der Stabmitte am größten (Erläuterung hier):
{\displaystyle w_{\mathrm {max} }=w\left(x={\frac {l}{2}}\right)}
Für {\displaystyle 0\leq x\leq {\frac {l}{2}}} gilt unter Vernachlässigung der Schubverformungen (GA=∞):
{\displaystyle M_{y}(x)={\frac {F}{2}}\cdot x}
{\displaystyle \Rightarrow w''(x)=-{\frac {{\frac {F}{2}}\cdot x}{EI}}}
damit folgt unter Berücksichtigung der Randbedingung {\displaystyle w(x=0)=0} und der Übergangsbedingung {\displaystyle w'(x={\frac {l}{2}})=0}:
{\displaystyle w(x)=-{\frac {F\cdot x^{3}}{12EI}}+{\frac {F\cdot l^{2}\cdot x}{16EI}}}
und somit:
{\displaystyle w_{\mathrm {max} }={\frac {F\cdot l^{3}}{48EI}}}

#### 2.Beispiel
Wirkt eine konstante Liniengleichlast ({\displaystyle q_{0}} in N/m) auf einen Träger auf zwei Stützen mit konstanten Querschnittseigenschaften, so gilt unter Vernachlässigung der Schubverformungen (GA=∞):
{\displaystyle w(x)={\frac {q_{0}}{12\cdot EI}}\left(-l\cdot x^{3}+{\frac {x^{4}}{2}}+{\frac {l^{3}\cdot x}{2}}\right)}
Dies ergibt:
{\displaystyle w_{\mathrm {max} }=w\left(x={\frac {l}{2}}\right)={\frac {5\cdot l^{4}\cdot q_{0}}{384\cdot EI}}}
Anmerkung:
Bei Linienlast {\displaystyle q(x)} ist Ausgangsgleichung die 4. Ableitung der Biegelinie:
{\displaystyle w''''(x)={\frac {q(x)}{EI}}}
Diese (mit {\displaystyle q(x)=q_{0}}) wurde viermal integriert, wobei nach dem zweiten Integrieren als Zwischenergebnis der Zusammenhang zwischen der Biegelinie und dem Biegemomentverlauf gefunden wurde:
{\displaystyle w''(x)=-{\frac {M(x)}{EI}}={\frac {q_{0}\cdot x}{2\cdot EI}}\cdot (x-l)}

## Durchbiegung von Kreisflächen
Bei flächenhafter Ausdehnung des Gegenstandes wird die Berechnung recht kompliziert, lässt sich aber bei Kreisflächen – etwa für Membranen (z. B. Lautsprecher) oder große Linsen (z. B. Fernrohrobjektive) – ebenfalls abschätzen.
Hat die Membran eine nur geringfügige Dicke d, so folgen die Biegemomente einer radialen bzw. tangentialen Differentialgleichung. Die Biegelinie der Kreismembran erfordert aber eine zusammengesetzte Differentialformel, die bei einer Querkraft Q genähert lautet:
{\displaystyle {\frac {\mathrm {d} ^{3}w}{\mathrm {d} r^{3}}}+{\frac {1}{r}}{\frac {\mathrm {d} ^{2}w}{\mathrm {d} r^{2}}}-{\frac {1}{r^{2}}}{\frac {\mathrm {d} w}{\mathrm {d} r}}={\frac {Q}{D}}}
mit
- Widerstandsmoment {\displaystyle D={\frac {E\cdot d^{3}}{12\cdot (1-\nu ^{2})}}}
  - Poissonzahl ν des Materials.

## Komplexere Fälle
Solange ein Gegenstand sich auf einer Ebene mit Querschnittseigenschaften/Plattenerzeugendeneingenschaften eindeutig abbildbar und homogen, orthotrop und linear elastisch aufgebaut ist, bietet die analytische Mechanik Lösungsmöglichkeiten auch für andere regelmäßige Formen (Airy’sche Spannungsfunktion). Auch Fälle mit unterschiedlichen Materialien sind genähert lösbar, wenn ihre Verbindungsstellen mechanisch klar definiert sind, z. B. bei axialer Anordnung.
Komplexere Formen sind jedoch nicht streng berechenbar. Sie werden oftmals durch Biegeversuche im Labor oder mathematisch-physikalisch durch Zerlegung in netzartige Teile (v. a. Finite-Elemente-Methoden) untersucht. Für Beton gibt es für die Baupraxis ausreichend genaue Annahmen, um es im ungerissenen Bereich (der Mikrorisse, jedoch keine Makrorisse enthält) als verschmiert homogenes Material betrachten zu können.